# 메르세데스-AMG

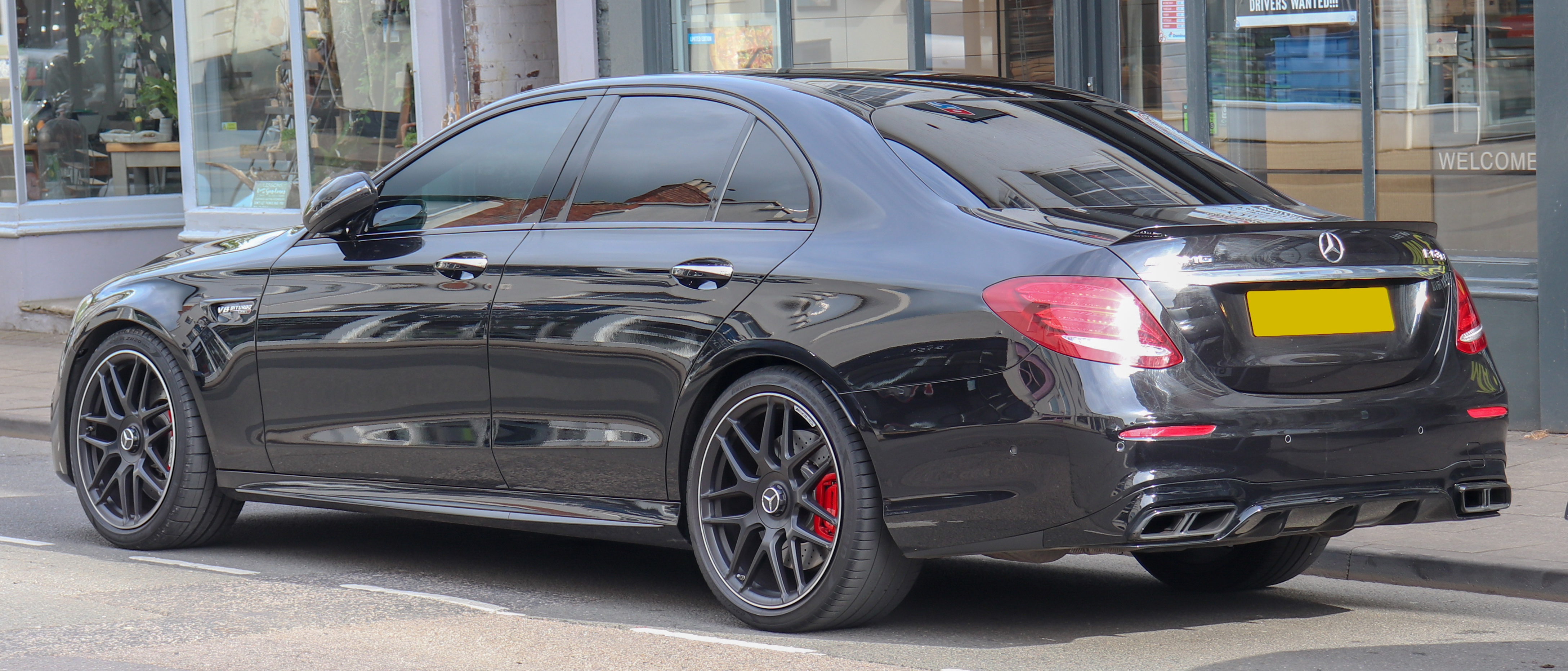
AMG E63 S

메르세데스-AMG(독일어: Mercedes-AMG 메르체데스-아엠게[*])는 독일 아팔터바흐에 본사를 둔 자동차 및 엔진 제조 회사이다. 모회사는 메르세데스-벤츠 그룹 AG이며, 대표 모델로는 메르세데스-AMG GT가 있다.
사명인 AMG는 한스-베르너 아우프레흐트(Aufrecht), 에어하트 멜허(Melcher), 그로사스파흐(Großaspach, 아우프레흐트의 고향)의 머릿글자를 따서 지어진 이름이다.
메르세데스-AMG는 1967년에 AMG Motorenbau und Entwicklungsgesellschaft mbH (AMG Engine Production and Development, Ltd. , 아엠게 모토렌바우 운트 엔트비클룽스게젤샤프트)라는 사명의 레이싱 엔진 제조 회사로서 다임러 벤츠의 엔지니어인 한스-베르너 아우프레흐트와 에어하트 멜허가 슈투트가르트 근처에 있는 렘즈-무어르-크라이스의 부르크슈테텐에서 시작하였다.
1976년, AMG의 대부분이 아팔터바흐로 이동하였으며, 레이싱 엔진 개발 분야만이 기존 지역에 남았다.
메르세데스-AMG는 '한 사람이 하나의 엔진을 담당한다'(One Man, One Engine)라는 철학을 바탕으로, 하나의 엔진을 한 명의 엔지니어가 처음부터 끝까지 혼자 제작하는 품질 보증 시스템을 가지고 있다.

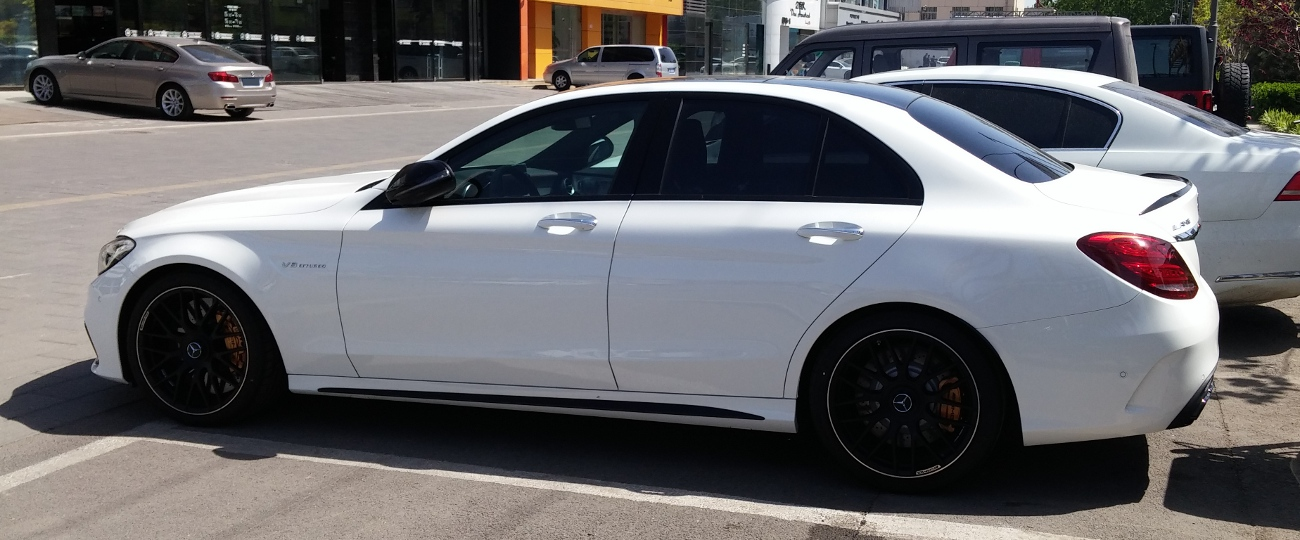
AMG C 63

## AMG 생산 차종
- 메르세데스-AMG 원
- 메르세데스-AMG GT
  - 메르세데스-AMG GT S
  - 매르세데스-AMG GT C
  - 메르세데스-AMG GT R
  - 메르세데스-AMG GT R Pro
  - 메르세데스-AMG GT Black Series
- 메르세데스-AMG GT 4도어 쿠페
  - AMG GT 43 4매틱+
  - AMG GT 53 4매틱+
  - AMG GT 63 4매틱+
  - AMG GT 63 S 4매틱+
  - AMG GT 63 S E 퍼포먼스 4매틱+
- A 35
- GLB 35
- A 45 4매틱
- A 45 S 4매틱
- CLA 45 4매틱
- CLA 45 S 4매틱
- GLA 45 4매틱
- C 43 4매틱
- C 43 쿠페 4매틱
- C 63
- C 63 S
- C 63 쿠페
- C 63 카브리올레
- E 63 4매틱+
- E 63 S 4매틱+
- S 63 4매틱+(세단)
- S 63 4매틱(쿠페,카브리올레)
- SL 55
- SL 63
- GLC 63
- GLC 63 쿠페
- GLC 63 S
- GLC 63 S 쿠페
- GLE 63
- GLE 63 쿠페
- GLE 63 S
- GLE 63 S 쿠페
- GLS 63
- G 63

## AMG 단종 차종
- C 32 AMG
- C 55 AMG
- C 36 AMG
- C 55 AMG
- C 63 AMG Black Series
- CL 65 AMG
- CL 63 AMG
- CLK 55 AMG
- CLS 55 AMG
- CLK 63 AMG
- CLK 63 AMG Black Series
- CLK-GTR AMG
- CLK DTM AMG
- E 36 AMG
- E 50 AMG
- E 55 AMG
- E 60 AMG
- S 55 AMG
- S 65 AMG
- S 70 AMG
- SLC 43 4매틱
- SL 55 AMG Black Series
- SL 60 AMG
- SL 65 AMG
- SL 65 AMG Black Series
- SL 73 AMG
- SLK 32 AMG
- SLK 55 AMG
- SLK 55 AMG Black Series
- SLS AMG
- SLS AMG 로드스터
- SLS AMG Black Series 로드스터
- SLS AMG Black Series
- G 55 AMG
- G 65 AMG
- ML 55 AMG
- ML 63 AMG
- Mercedes-AMG CLS 63
- Mercedes-AMG CLS 63 S
- Mercedes-AMG GL 63
- R 63 AMG
- 190E AMG 3.2
- 300E AMG 3.4E
- 300E AMG 3.4CE
- 300E AMG 3.4TE

## 같이 보기
- 알피나
- 아우디 스포트
- BMW M
- 브라부스
- GT카